# Bosques abiertos de Gissaro-Alai
La ecorregión de bosques abiertos de Gissaro-Alai (WWF ID: PA0808) cubre las estribaciones occidentales que rodean dos ramas occidentales de las montañas Tian Shan en el oeste de Tayikistán y partes del este de Uzbekistán y del oeste de Kirguistán, en Asia Central. Los bosques están formados principalmente por enebros y arbustos, que se ajustan a la zona de altitud situada entre el fondo del valle desértico (principalmente en el oeste) y la línea de árboles, por encima de la cual las crestas de las montañas están cubiertas de glaciares y son áridas.
La ecorregión se encuentra en el bioma de praderas y estepas y en la ecozona paleártica, cuenta con un clima continental húmedo y cubre un área de 168 090 km².

## Localización
La ecorregión serpentea alrededor de dos cadenas montañosas que se extienden hacia el oeste desde las montañas Tian Shan. La cadena norte es una extensión directa de Tian Shan, la cadena sur está compuesta (de oeste a este) por la cordillera Gissar, la cordillera Zeravshan, la cordillera de Turquestán y las montañas Alai. En conjunto, la cadena sur se ha denominado Pamir-Alai. Entre las dos cadenas montañosas se encuentra el valle de Ferganá. Al este se encuentra la cordillera del Pamir. La línea de nieve es más baja en el oeste (3400 metros) y más alta en el este (4540 metros).
Las elevaciones más altas en Pamir-Alai se encuentran en la ecorregión del desierto y tundra alpina del Pamir, y están fuertemente cubiertas de glaciares. Al oeste, y en elevaciones más bajas, se encuentra la ecorregión de las estepas de Alai y Tian Shan occidental.

## Clima
El clima característico de la ecorregión es un clima continental húmedo, subtipo de verano caluroso y seco (clasificación climática de Köppen Dsa). Este clima se caracteriza por grandes diferencias de temperatura estacionales y un verano caluroso (al menos un mes con un promedio de más de 22 °C (71,6 °F), e inviernos suaves. En el mes más seco, entre abril y septiembre, no tiene más de 30 milímetros de precipitaciones.

## Flora y fauna
Las comunidades de flora varían dependiendo de la altitud. Por debajo de los 1800-2000 metros, las estribaciones del desierto se caracterizan por la presencia de especies herbáceas como la artemisa, la hierba azul bulbosa (Poa bulbosa) y los juncos (Carex pachystilis). En las zonas más altas se encuentran praderas y pastizales dominados por festucas (Festuca alaica). Los enebros (Juniperus seravschanica, Juniperus turkestanica y Juniperus semiglobosa), árboles frutales silvestres (cerezos, peras, manzanos) y árboles de nueces (almendros, pistachos) crecen junto con pastos esteparios y arbustos de cotoneaster, rosa y madreselva (Lonicera).

## Áreas protegidas
Algunas de las áreas protegidas más importantes que se encuentran en la ecorregión incluyen:
- Parque nacional Sayram-Ugam
- Reserva natural de Koytendag
- Parque nacional Zaamin
- Reserva estatal natural Ramit